# Philippe Guerdat
Philippe Guerdat (né le 21 avril 1952) est un ancien cavalier suisse de saut d'obstacles, et sélectionneur de l’équipe de France de saut d'obstacles.

## Biographie
Aux Jeux olympiques d'été de 1984 à Los Angeles, il termine cinquième avec Pybalia, pour l'équipe suisse. Quatre ans plus tard, l’équipe termine à la 7e place à Séoul, Guerdat montant Lanciano.
Aux Jeux équestres mondiaux de 1990 à Stockholm, il termine à la 7e place de l’équipe, avec le numéro 29.
Aux Championnats d'Europe de 1985 à Dinard, il remporte la médaille d’argent avec l’équipe suisse, en selle sur Pybalia. Deux ans plus tard, l’équipe remporte le bronze à Saint-Gall .
Philippe Guerdat a été entraîneur de l'équipe nationale suisse en saut d'obstacles ; de 2006 à 2008, il est l'entraîneur des cavaliers ukrainiens. Il est ensuite entraîneur de l'équipe de saut d'obstacle espagnole. Il a également été entraîneur de l'équipe jeunes et jusqu'en 2013 chef d'équipe des cavaliers de CSO belges. En 2013, Guerdat a repris le poste d'entraîneur national français. 
Il est le père du cavalier Steve Guerdat.